# Grdun
Grdun – wieś w Chorwacji, w żupanii karlowackiej, w mieście Ozalj. W 2011 roku liczyła 136 mieszkańców.